# Afromerica
Afromerica est une bande dessinée de la série Jeremiah de Hermann, parue en 1982.

## Synopsis
Jeremiah et Kurdy sont entraînés dans une guerre raciale aux relents nostalgiques de la grande guerre qui a conduit à l'apocalypse du début de la série :  les Blancs de Survival retranchés dans leur bunker et les Noirs de la ville d'Afromerica continuent le combat.
Qui sont les plus extrémistes ? Ce qui est sûr, c'est qu'il vaut mieux ne pas se trouver au milieu.

## Analyse
Comme d'habitude dans les récits de Jeremiah, le racisme est considéré comme anecdotique par rapport[pas clair] aux évènements vécus par Kurdy et son compagnon. Hermann ne raconte ni ce qui s'est passé avant ni ce qui se passera après le passage des deux héros.

## Inspiration
Le mot-valise désignant l'un des deux groupes en présence (et qui donne son titre à l'épisode) a probablement été inventé par les Français Boris Bergman, Jean-Pierre Lang et François Bernheim, auteurs d'un disque sorti en 1978 chez Barclay, qui s'intitulait Afromerica / Continent Number 6.